# Türkiye (газета)
Türkiye (тур. Тюркие — «Турция») — турецкая ежедневная газета. Основана Энвером Ореном в 1970 году.
Газета была основана под названием Hakikat (тур. Истина). В 1972 году переименована в Türkiye. Принадлежит холдингу İhlas Yayın Holding — структурному подразделению İhlas Holding. В 1989 году тираж газеты составлял 300 000.